# Lendak
Lendak (em húngaro:Lándok; alemão:Landeck) é um município da Eslováquia, situado no distrito de Kežmarok, na região de Prešov. Tem 19,66 km² de área e sua população em 2018 foi estimada em 4.953 habitantes.

## Demografia
| Ano:        | 1994 | 2004    | 2014    | 2024   |
| ----------- | ---- | ------- | ------- | ------ |
| Broj ljudi: | 4018 | 4628    | 5153    | 5634   |
| Razlika:    |      | +15,18% | +11,34% | +9,33% |

| Ano:               | 2023 | 2024   |
| ------------------ | ---- | ------ |
| Número de pessoas: | 5567 | 5634   |
| Diferença:         |      | +1,20% |